# سيندي كلاسن
سيندي كلاسن هي متزلجة كندية، ولدت في 12 أغسطس 1979 في وينيبيغ في كندا.

## وصلات خارجية
- الموقع الرسمي
- سيندي كلاسن على موقع SpeedSkatingBase.eu (الإنجليزية)
- سيندي كلاسن على موقع SpeedSkatingNews.info (الإنجليزية)
- سيندي كلاسن على موقع SpeedSkatingStats.com (الإنجليزية)
- سيندي كلاسن على موقع اللجنة الأولمبية الدولية (الإنجليزية)
- سيندي كلاسن على موقع أوليمبيديا (الإنجليزية)
- سيندي كلاسن على موقع قاعة ألبرتا للمشاهير الرياضية (مؤرشف) (الإنجليزية)
- سيندي كلاسن على موقع قاعة كندا للمشاهير الرياضية (الإنجليزية)
- سيندي كلاسن على موقع قاعة مانيتوبا للمشاهير الرياضية (الإنجليزية)
- سيندي كلاسن على موقع الموسوعة البريطانية (الإنجليزية)